# Blaichach

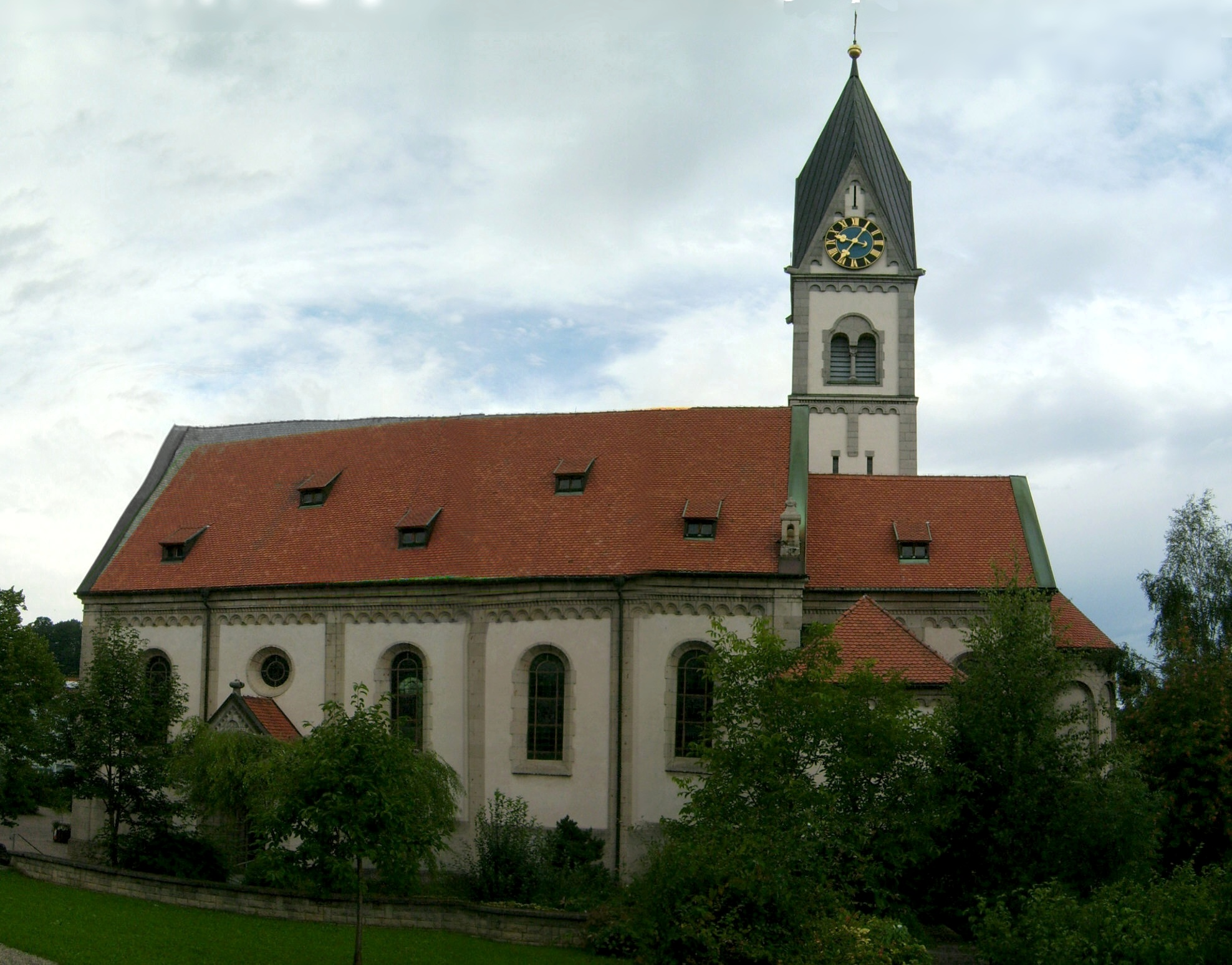
Kirche

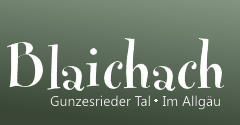
Offizielles Logo von Blaichach

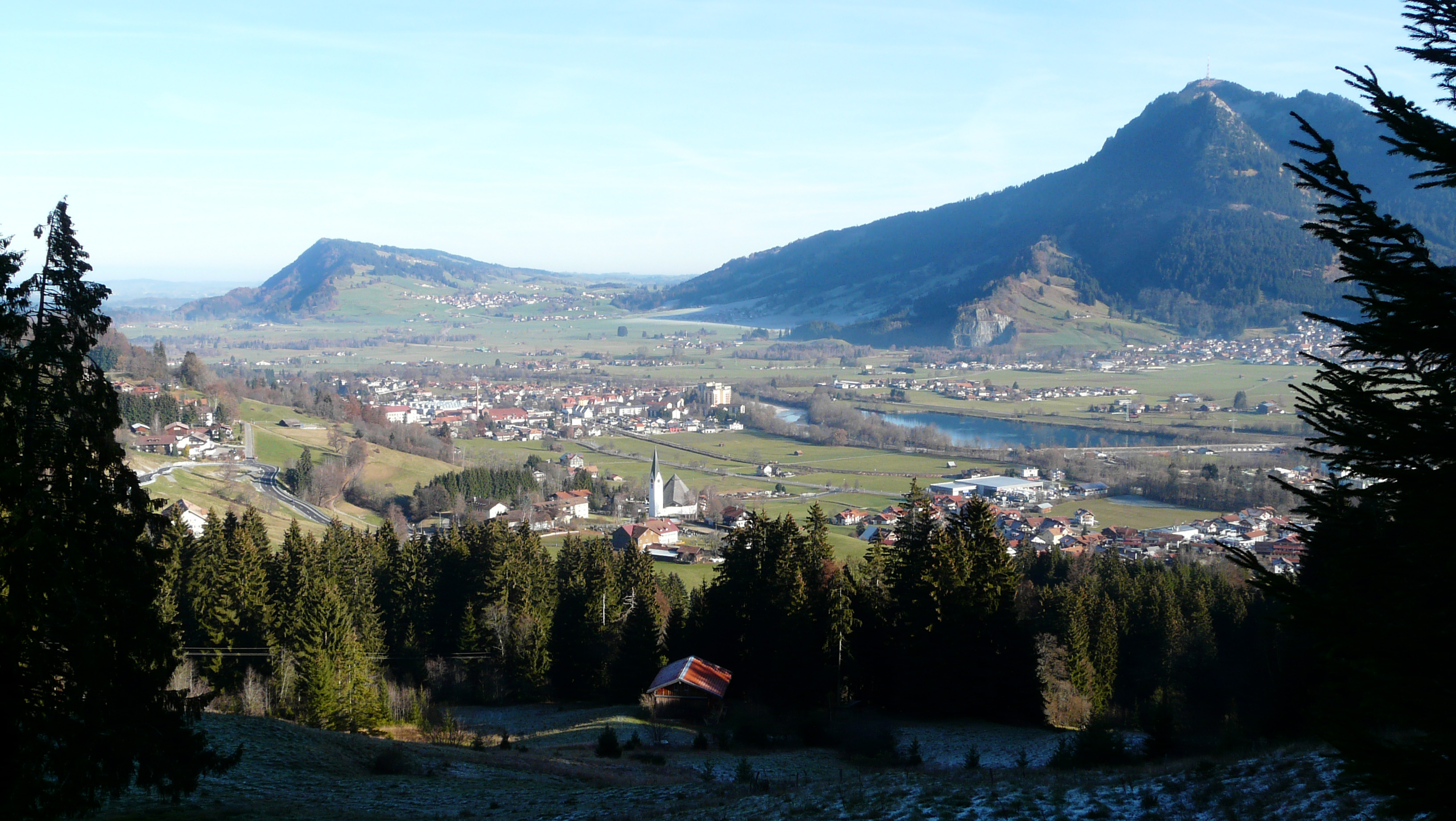
Blaichach von Südwesten

Blaichach ist eine Gemeinde im Landkreis Oberallgäu (Schwaben, Bayern).

## Geographie

### Lage
Die Gemeinde liegt im schwäbischen Landkreis Oberallgäu. Sie grenzt im Osten an Burgberg, die Kreisstadt Sonthofen, Ofterschwang und Bolsterlang, im Südwesten an Balderschwang, im Westen an Oberstaufen sowie im Norden an Immenstadt.
Im nordöstlichen Gemeindegebiet wird Blaichach von der Iller durchflossen.
Blaichach ist Mitglied des deutsch-österreichischen Gemeinschaftsprojekts Naturpark Nagelfluhkette.

### Gemeindegliederung
Es gibt 11 Gemeindeteile (in Klammern ist der Siedlungstyp angegeben):
- Altmummen (Dorf)
- Bihlerdorf (Dorf)
- Blaichach (Pfarrdorf)
- Ettensberg (Dorf)
- Gunzesried (Dorf)
- Halden (Dorf)
- Hofen (Dorf)
- Reute (Weiler)
- Schwanden (Dorf)
- Seifriedsberg (Pfarrdorf)
- Tanne (Einöde)

Es gibt die Gemarkungen Blaichach und Gunzesried.

## Geschichte

### Bis zur Gemeindegründung
Der Ort wurde 1275 erstmals als Bilaicha erwähnt. Die Grafen von Montfort-Rothenfels bauten 1494 eine Zollbrücke über die Iller, womit die wichtige Salzstraße von Oberjoch nach Lindau direkt an Blaichach vorbeiführte. Blaichach war Bestandteil der Grafschaft Königsegg-Rothenfels, die 1804 an Österreich vertauscht wurde und im Frieden von Preßburg (1805) an Bayern fiel. Im Zuge der Verwaltungsreformen in Bayern entstand mit dem Gemeindeedikt von 1818 die heutige Gemeinde.

### 20. Jahrhundert
Im Zweiten Weltkrieg bestand vom Juli 1944 bis Mai 1945 im Bereich des heutigen Bosch-Werks westlich der Sonthofener Straße ein Außenlager des KZ Dachau, in dem 730 Männer inhaftiert waren, die für die Bayerischen Motorenwerke (BMW) in der Rüstungsproduktion Zwangsarbeit verrichten mussten. Über den Gräbern von vier sowjetischen und einem niederländischen KZ-Opfer auf dem Friedhof erinnert ein Gedenkstein an das Geschehen.
Im Zuge der Gebietsreform in Bayern wurde am 1. Juli 1972 die Gemeinde Gunzesried mit über 1000 Einwohnern in die Gemeinde Blaichach eingegliedert. 1978 kam es zur Bildung der aus den Gemeinden Blaichach und Burgberg im Allgäu bestehenden Verwaltungsgemeinschaft Blaichach, die aber 1980 wieder aufgelöst wurde. Von 1990 bis 1996 wurde der Ortskern saniert, so erfolgte die Umgestaltung des Kirchplatzes, die Integration des alten Friedhofs in den Neuen Friedhof sowie der Bau einer Ortsumfahrung.

### Einwohnerentwicklung
Von 1988 bis 2008 wuchs Blaichach um 599 Einwohner bzw. um 12 %. Zwischen 1988 und 2018 wuchs die Gemeinde von 4993 auf 5811 um 818 Einwohner bzw. um 16,4 %.
| Jahr      | 1939 | 1950 | 1961 | 1970 | 1987 | 1991 | 1995 | 2000 | 2005 | 2010 | 2015 |
| --------- | ---- | ---- | ---- | ---- | ---- | ---- | ---- | ---- | ---- | ---- | ---- |
| Einwohner | 2898 | 4010 | 3803 | 4828 | 4970 | 5287 | 5280 | 5554 | 5573 | 5629 | 5751 |

## Politik

### Bürgermeister
Erster Bürgermeister ist Christof Endreß (Wählergemeinschaft Blaichach-Bihlerdorf-Gunzesried). Dieser trat am 1. Mai 2014 die Nachfolge von Otto Steiger (2002–2014) an, der nicht mehr kandidierte. Endreß wurde am 15. März 2020 als gemeinsamer Bewerber von CSU, Grüne, SPD, FW und PW mit 87,84 % für weitere sechs Jahre im Amt bestätigt.

### Gemeinderat ab 2020
Sitzverteilung im Rathaus:
- CSU: 5 Sitze
- Freie Wählerschaft Bihlerdorf-Gunzesried: 5 Sitze
- Parteifreie Wählerschaft: 4 Sitze
- Grüne: 3 Sitze
- SPD: 3 Sitze

### Wappen
| | Blasonierung: „In Silber über zwei schräg gekreuzten grünen Eichenblättern eine dreilatzige rote Fahne, der nebeneinander drei schräg gestellte goldene Quadrate aufgelegt sind.“ |
| Wappenbegründung: Vorlage des Gemeindewappens ist ein Wappen, das sich auf dem Taufstein in der alten Kirche von Blaichach befindet. Es zeigt die dreilatzige Fahne der Grafen von Montfort in einer seltenen Variante: mit drei auf der Spitze stehenden Vierecken. Diese Vierecke sind auch auf dem 1483 gemalten Flügelaltar in Langenargen zu sehen, auf dem das Wappen zusammen mit dem Stifterpaar Hugo von Montfort-Rothenfels und seiner Frau Elisabeth von Werdenberg dargestellt ist. Das Montfortsche Wappens weist auf die Herrschaft der Grafen im Ort und steht für die vielen Adelshäuser und Klöster, die die Geschichte des Ortes geprägt haben. Die Grafen bauten 1494 eine Zollbrücke über die Iller. Die wichtige Salzstraße von Oberjoch nach Lindau verlief nun direkt an Blaichach vorbei. Die Eichen stehen redend für den Ortsnamen. Blaichach wird 1275 erstmals als Bilaicha erwähnt, man deutete diese Bezeichnung als „bei den Eichen“. Der Ort ist aber eher nach dem gleichnamigen vorbeifließenden Bach benannt. Bis 1451 hieß der Fluss Blaichach. Heute wird er im Oberlauf Au-Bach genannt, im Unterlauf Schwarzenbach. Bleiche bedeutet weiße, hell schimmernde Ach. Wappenführung seit 1966. | |

## Wirtschaft und Infrastruktur

### Wirtschaft

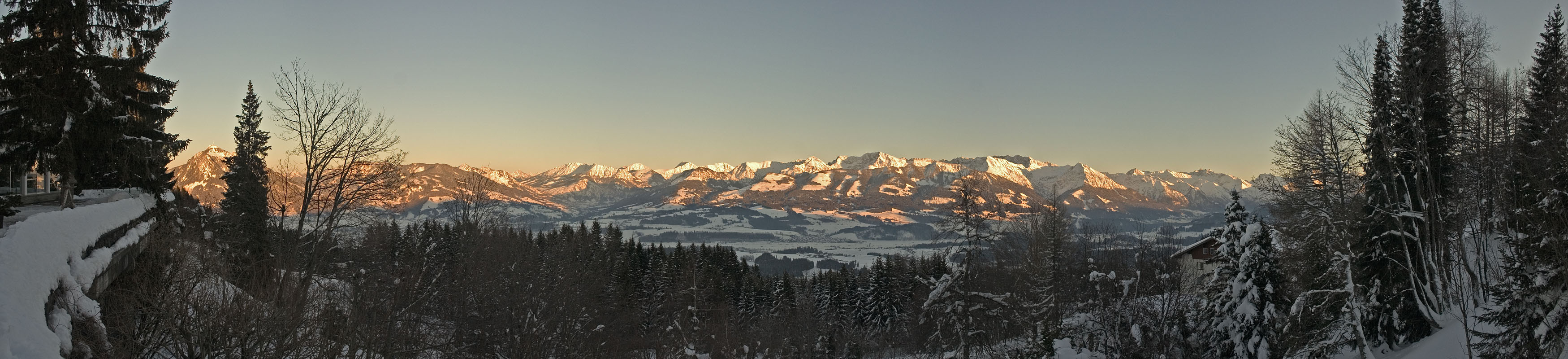
Alpenglühen, Blick vom Allgäuer Berghof (Gemeinde Blaichach) über das Sonthofener Tal

2019 gab es in der Gemeinde 2134 sozialversicherungspflichtige Arbeitsplätze. Von der Wohnbevölkerung standen 2716 Personen in einem versicherungspflichtigen Beschäftigungsverhältnis. Damit war die Zahl der Auspendler um 582 Personen größer als die der Einpendler. 74 Einwohner waren arbeitslos. 2016 gab es 42 landwirtschaftliche Betriebe.
Das Wirtschaftsforum Blaichach ist ein Zusammenschluss von Blaichacher Unternehmen. Es verfolgt verschiedene Ziele, um die Attraktivität der Gemeinde Blaichach zu steigern.

### Verkehr
Der Bahnhof Blaichach liegt an der Bahnstrecke Immenstadt–Oberstdorf. Die 1901 erbaute Hohe Brücke über die Gunzesrieder Ach westlich des Gemeindeteils Gunzesried war eine der ältesten Stahlbetonbrücken Deutschlands. Sie wurde gegen den Widerstand der Denkmalpflege durch einen Neubau ersetzt. Durch das Gemeindegebiet verlaufen auf dem gleichen Streckenverlauf die ca. 475 Kilometer lange Radrunde Allgäu sowie der Iller-Radweg.

### Bildung
Neben einem Kindergarten unterhält die Gemeinde eine Volksschule mit integrierter Grundschule und Mittelschule. Die Schüler der Mittelschule kommen hauptsächlich aus Blaichach und Gunzesried, aber auch aus der anliegenden Gemeinde Burgberg und teilweise aus Sonthofen.

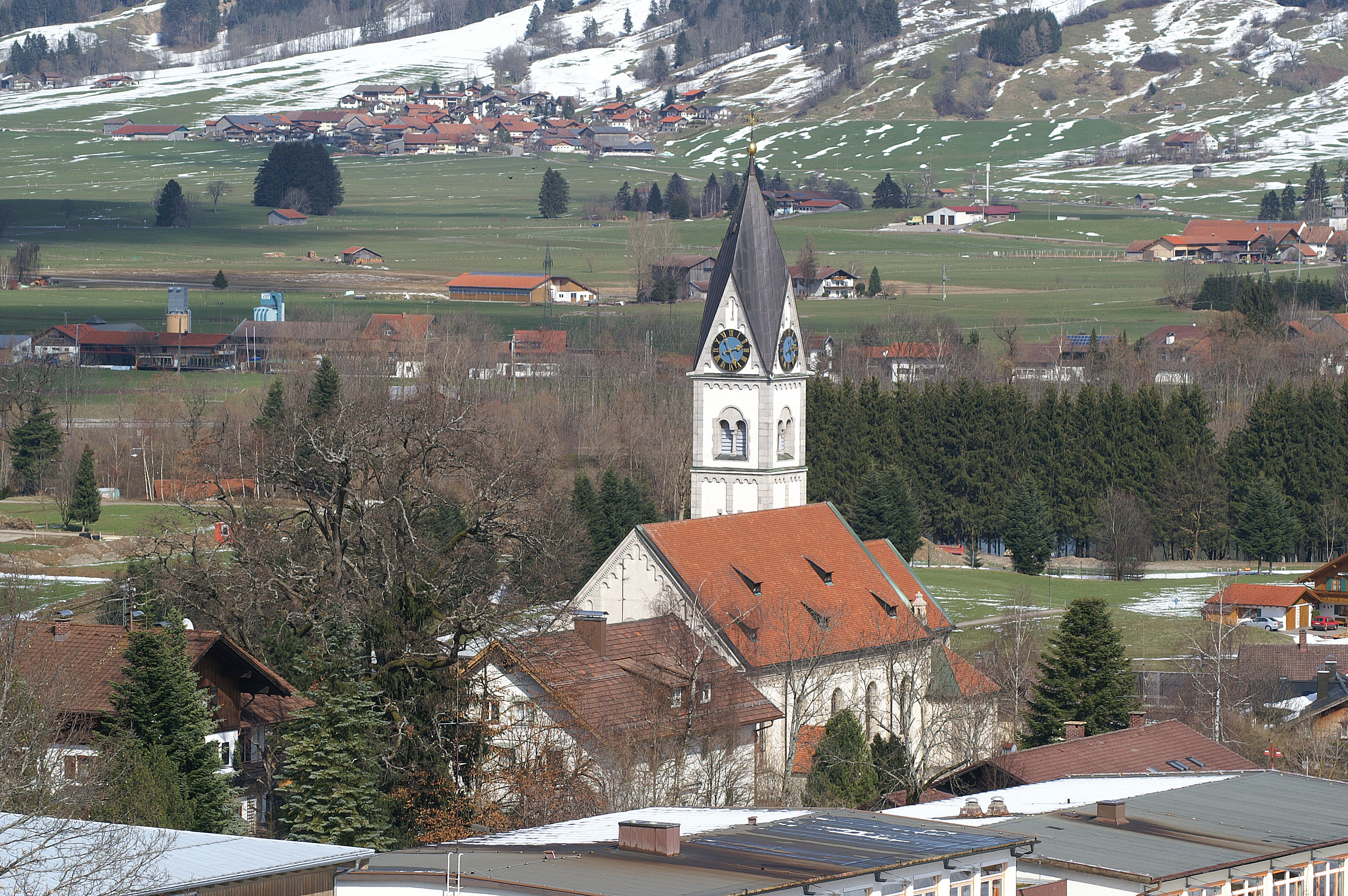
Pfarrkirche Blaichach von Südwesten
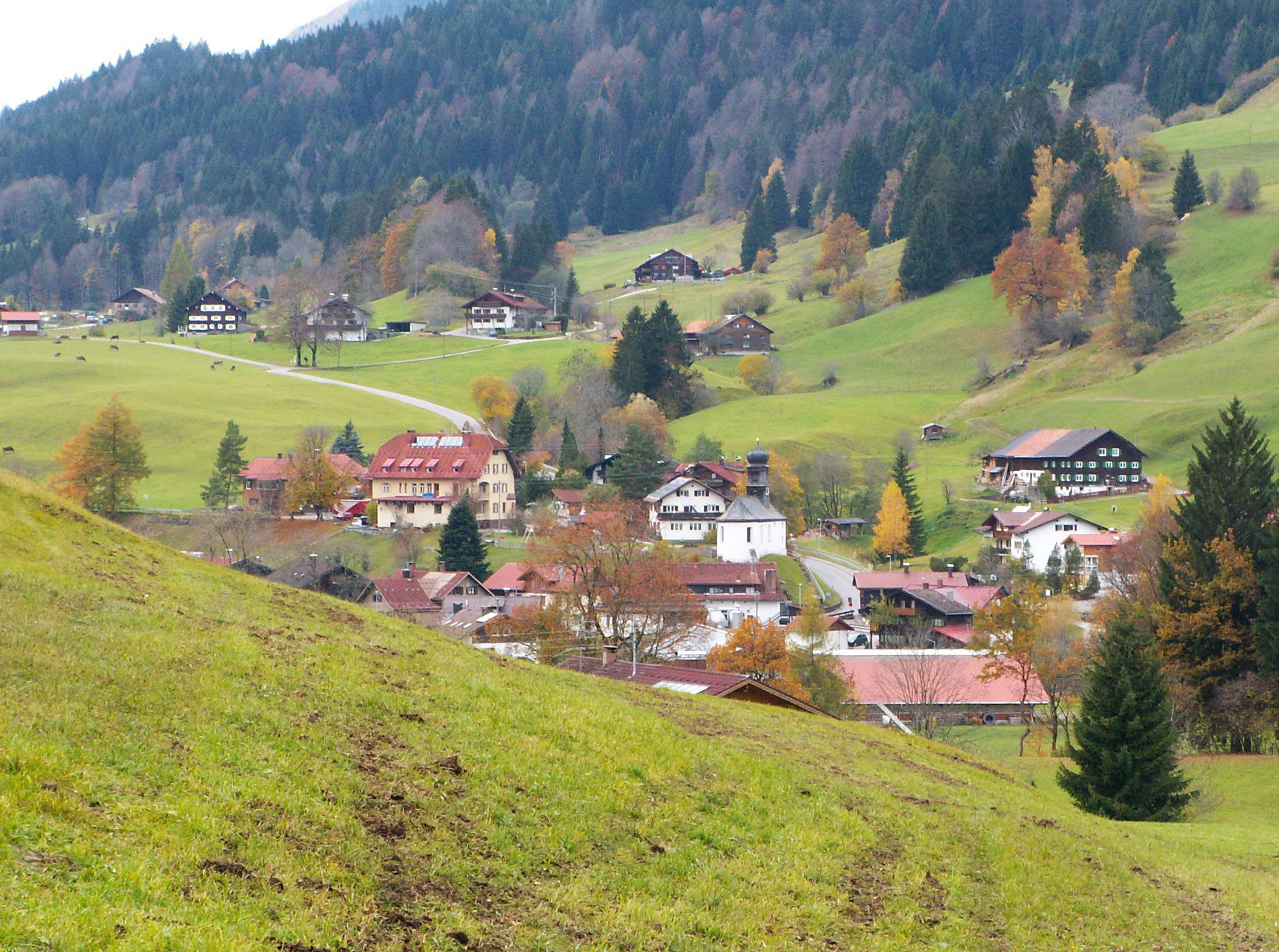
Gunzesried von Osten
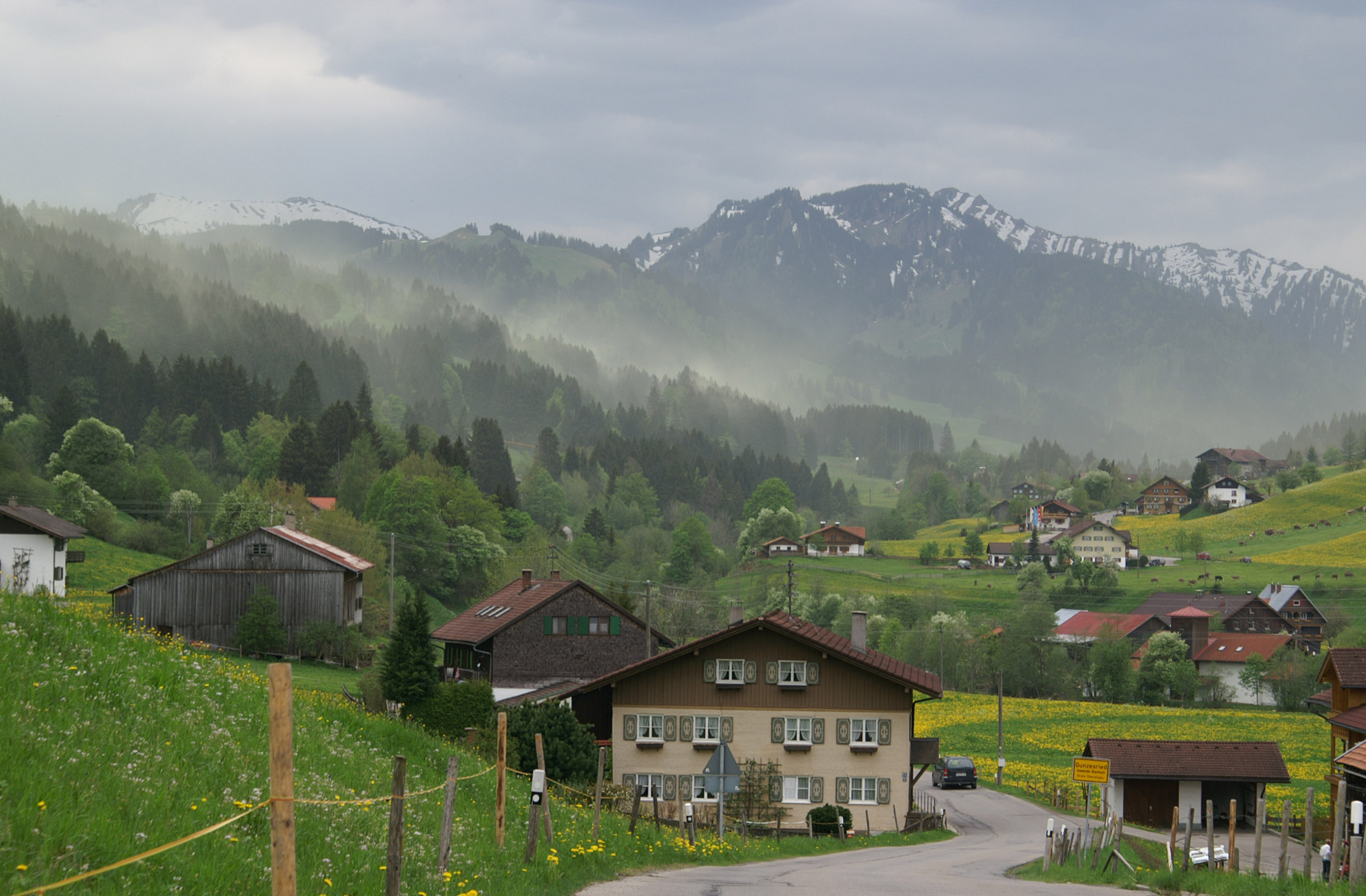
Gunzesrieder Tal
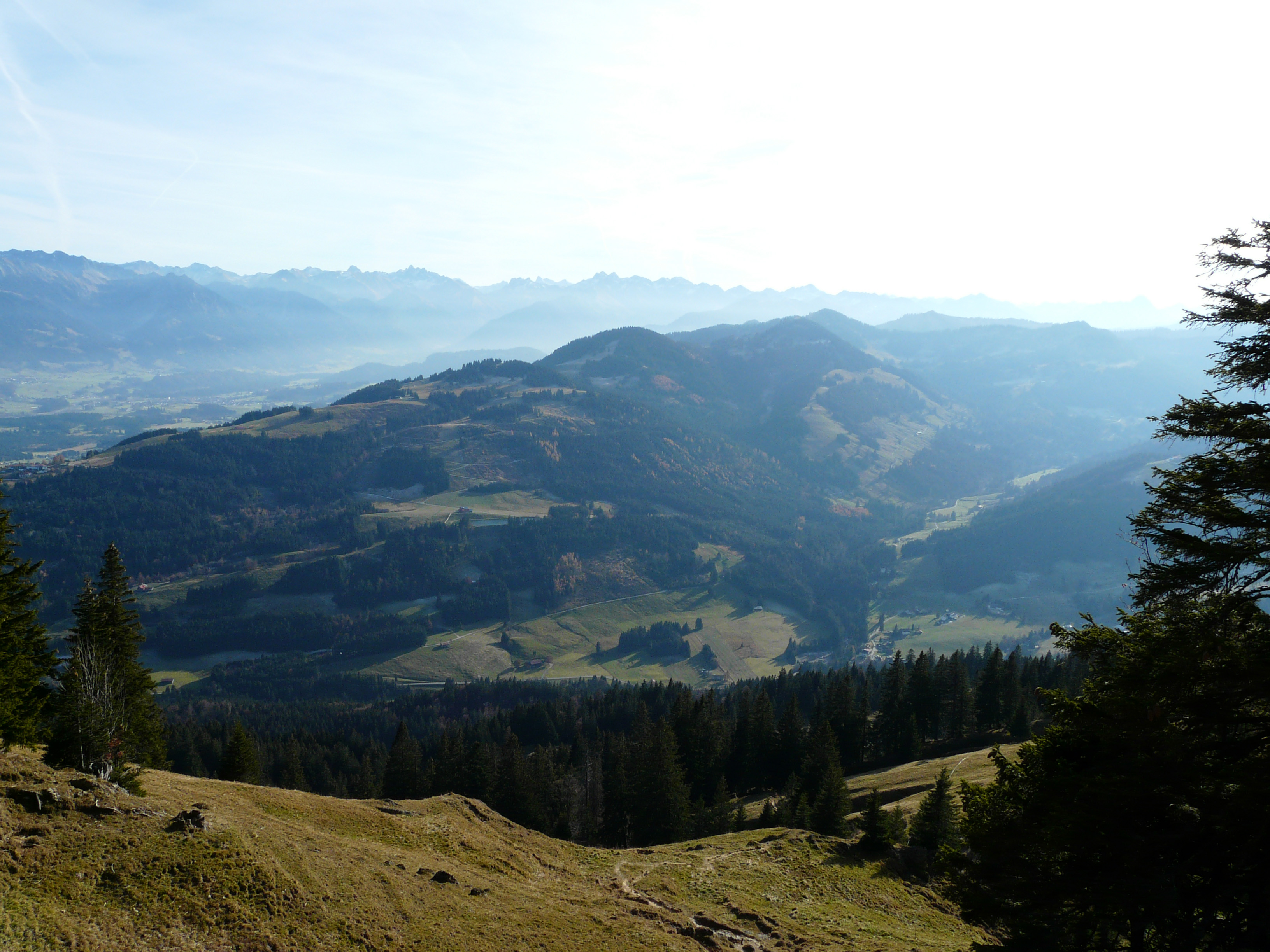
Hörnergruppe und Ostertal
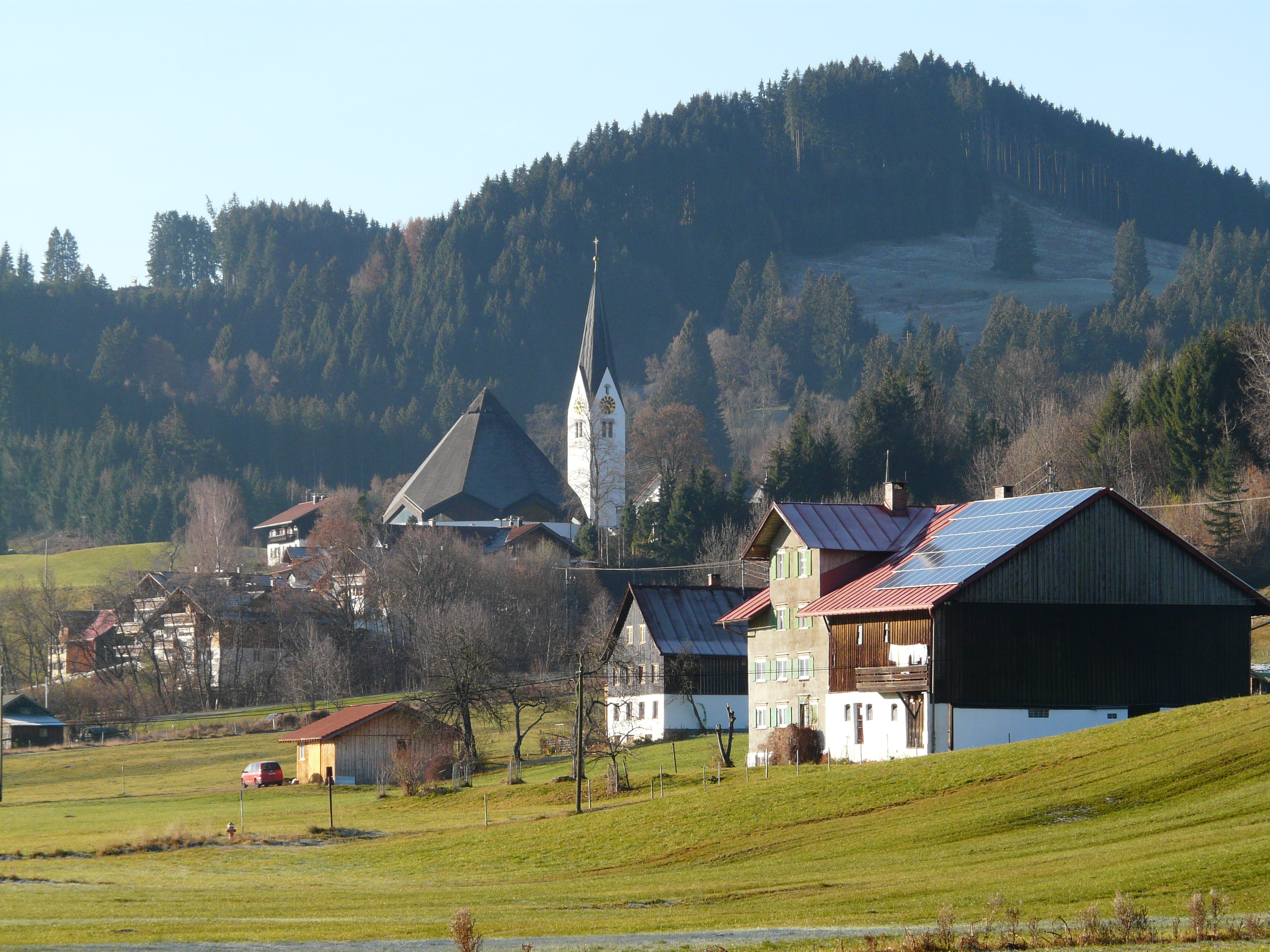
Seifriedsberg
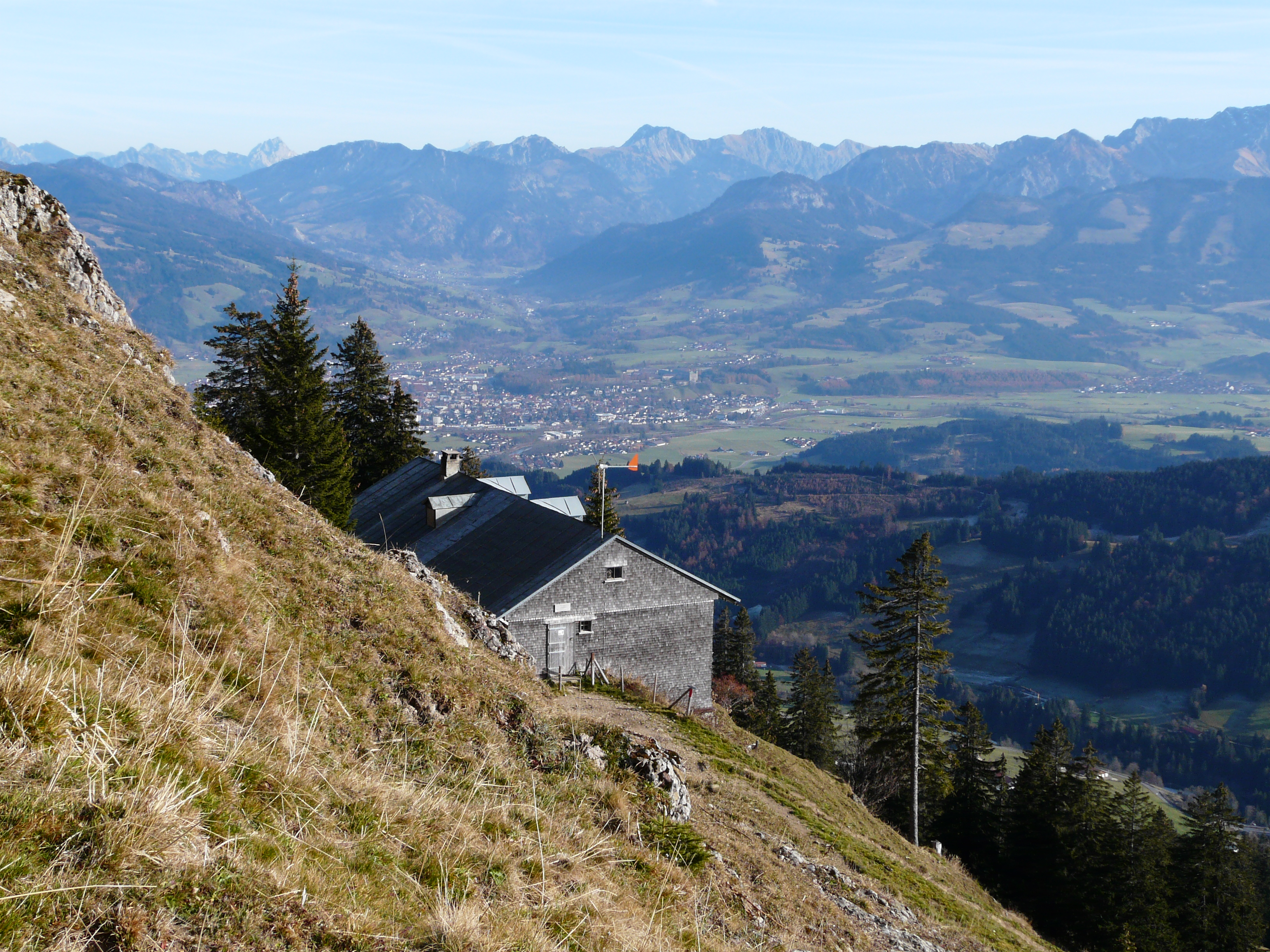
Grathöflealpe am Steineberg

## Persönlichkeiten
- Johann Althaus (1798–1876), Sennermeister und  Agrarreformer im Allgäu
- Peter Jaeckel (1914–1996), Archäologe, wuchs in Gunzesried auf
- Ossi Reichert (* 25. Dezember 1925; † 16. Juli 2006), Skirennläuferin und Olympiasiegerin
- Karl Läufle (* 1. August 1929; † 20. August 2009), Altbürgermeister, Gemeindearchivar und Träger des Bundesverdienstkreuzes[9]
- Claire Beyer (* 13. Juli 1947), Schriftstellerin
- Karl Thomas Fehr (1954–2014), Mineraloge
- Florian Beck (* 7. Januar 1958), Skirennläufer
- Thomas Gehring (* 27. Juli 1958), Politiker (Bündnis 90/Die Grünen), bayerischer Landtagsabgeordneter
- Otto Möslang, 4 Jahre Vorsitzender Bergwacht Bayern, Träger des Bundesverdienstkreuzes
- Nicole Fessel (* 1983), Skilangläuferin
- Sina Bianca Hentschel (* 21. August 1987), Schauspielerin